# باشگاه فوتبال رجینا
باشگاه فوتبال رجینا  (به ایتالیایی: Reggina Calcio) باشگاه فوتبال ایتالیایی است که در شهر رجو کالابریا قرار دارد.
این باشگاه در سال ۱۹۱۴ تأسیس شده است.